# 円光寺 (貝塚市)
円光寺（えんこうじ）は、大阪府貝塚市にある浄土真宗本願寺派の寺院。山号は宝林山。本尊は阿弥陀如来。

## 由緒
寺伝によると、天文年間伊賀国の朝島三之丞という者が来住し、禅宗に帰依して自ら恵空と名乗り当寺を開き、享保2年（1717年）の三益の代に浄土真宗に改宗したという。しかし、寛文13年（1673年）に西本願寺第14世寂如から本尊を下付され、寺号が許されていることから、浄土真宗に改宗したのは寺伝より古いことがわかる。江戸時代は京都の福泉寺の末寺であった。現在残る本堂は、江戸時代後期（18世紀後半頃）の建築と考えられる。境内に残る鐘楼の軒先きには、昭和20年（1945年）の貝塚空襲による焦げ後が残り、当時の猛火を今に伝えている。また、境内には樹齢300年はあろうかというカイヅカイブキの巨木がある。

## 貝塚の東盆踊り
東盆踊りは、江戸時代中期に円光寺において始められた報恩講が起源とされる。ゆったりとした三拍子の音頭に哀調をおびた独特の節まわしをとる。「くどき（口説き）」と呼ばれる音頭が中心だが、「ながし（流し）」と呼ばれる調子のものも残っている。「くどき（口説き）」は、物語を語るもので、出し物には「お夏清十郎」「坂田三吉」「東盆踊り縁起」などが最近よく語られる。「ながし（流し）」は興が乗ってきたところでうたわれる音頭で、本来は即興により披露され、かつては男と女の掛け合いによりとられたという。気取らずにその場その場の気持ちを表現するもので、時として卑猥な文言が入ることがあるため、やや下品なものであると位置づけられていた。最近では単に二種類の音頭としてしか区別されていないようである。（流しは、都都逸と同じ七七七五調である。）
伴奏には太鼓や鉦を用いず、三味線や尺八・横笛のほか、胡弓や大正琴も用いられる。踊り手の仕草から念仏踊りの一種とも言われる。踊り手は浴衣姿のほか、色々な仮装をして踊る。午後8時から12時近くまで踊られ、昔は最終日の夜は、夜通し踊り明かしたという。

## 周辺
- 東遺跡（中世から近世にかけての生産遺跡）[3]